# Raimundo Infante
Raymundo Infante Rencoret (Santiago de Chile, 1928. február 2. – 1986. szeptember 7.) chilei labdarúgócsatár.